# جيك سيمبسون
جيك سيمبسون (بالإنجليزية: Jake Simpson)‏ (27 أكتوبر 1990 بأكسفورد في المملكة المتحدة - ) هو لاعب كرة قدم بريطاني في مركز الوسط. لعب مع بلاكبيرن روفرز وستوكبورت كونتي وشروزبري تاون ونادي هايد إف سي وLancaster City F.C. ‏ ونادي سلتيك نايشون ونادي ووركينغتون.

## وصلات خارجية
- جيك سيمبسون على موقع قاعدة بيانات كرة القدم.إي يو (الإنجليزية)
- جيك سيمبسون على موقع Soccerbase.com (لاعب) (الإنجليزية)